# Catedral Metropolitana de Pouso Alegre

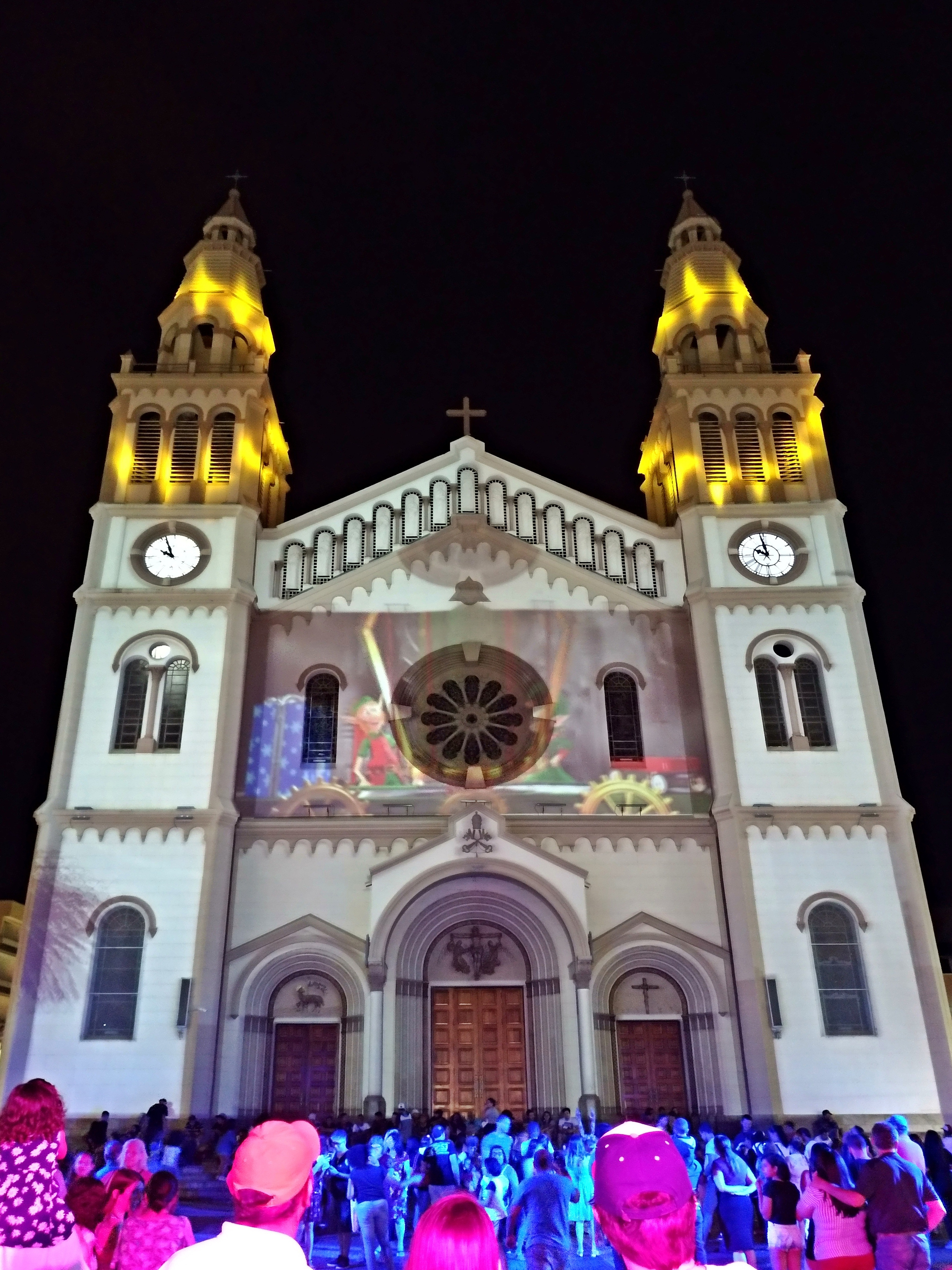
Iluminação de Natal na catedral, em 2018

A Catedral Metropolitana de Pouso Alegre é um templo católico localizado no município brasileiro de Pouso Alegre, no estado de Minas Gerais. É sede da Arquidiocese de Pouso Alegre.

## Histórico
No local em que está situada a catedral, foi construída em 1802 uma capela dedicada ao Senhor Bom Jesus. Com a elevação do povoado do Mandu, núcleo original de Pouso Alegre, à condição de freguesia em 6 de novembro de 1810, foi instituída no ano seguinte a Paróquia do Senhor Bom Jesus. A antiga capela foi demolida em 1849 e, no ano seguinte, iniciou-se a construção da Igreja Matriz do Senhor Bom Jesus, dirigida pelo coronel José Garcia Machado e concluída em 1857. Com a criação da Diocese de Pouso Alegre em 1900, a matriz passou ao status de catedral.
Em 1949 começou a demolição da igreja matriz, onde a missa foi celebrada pela última vez em 19 de junho. No local da antiga matriz foi construído o atual templo. Em 6 de abril de 1952 foi celebrada a primeira missa na nova catedral, antes mesmo da conclusão das obras. A cerimônia de sagração da nova catedral ocorreu em 3 de agosto de 1980, quando foi concluída a sua construção.